# Artak Yedigaryan
Artak Yedigaryan (en arménien Արտակ Եդիգարյան), est un footballeur international arménien, né le 18 mars 1990 à Erevan. Il évolue au poste de défenseur.

## Biographie

### International
Le 25 mai 2010, il reçoit sa première sélection en équipe d'Arménie, lors du match Arménie - Ouzbékistan au Stade Hanrapetakan à Erevan (3-1).

## Palmarès
- Champion d'Arménie en 2007, 2008, 2009, 2010, 2014, 2016 et 2017.
- Vainqueur de la Coupe d'Arménie en 2009 et 2010.
- Vainqueur de la Supercoupe d'Arménie en 2007, 2008, 2009 et 2011.
- Vainqueur de la Coupe de Lituanie en 2014.

## Statistiques détaillées
Le tableau ci-dessous retrace la carrière d'Artak Yedigaryan depuis ses débuts professionnels.
| Saison      | Club             | Championnat | Championnat | Championnat | Coupe(s) nationale(s) | Coupe(s) nationale(s) | Compétition(s) continentale(s) | Compétition(s) continentale(s) | Compétition(s) continentale(s) | Sélection | Sélection | Sélection | Total | Total |
| Saison      | Club             | Division    | M.          | B.          | M.                    | B.                    | Comp.                          | M.                             | B.                             | Équipe    | M.        | B.        | M.    | B.    |
| 2007        | Pyunik Erevan    | 1           | 2           | 0           | -                     | -                     | -                              | -                              | -                              | -         | -         | -         | 2     | 0     |
| 2008        | Pyunik Erevan    | 1           | 8           | 0           | 5                     | 1                     | -                              | -                              | -                              | -         | -         | -         | 13    | 1     |
| 2009        | Pyunik Erevan    | 1           | 20          | 3           | 2                     | 0                     | C1                             | 1                              | 0                              | -         | -         | -         | 23    | 3     |
| 2010        | Pyunik Erevan    | 1           | 27          | 6           | 5                     | 0                     | C1                             | 2                              | 1                              | Arménie   | 5         | 0         | 39    | 7     |
| 2011        | Pyunik Erevan    | 1           | 26          | 1           | 2                     | 0                     | C1                             | 2                              | 0                              | Arménie   | 3         | 0         | 33    | 1     |
| 2012        | Pyunik Erevan    | 1           | 10          | 1           | 2                     | 0                     | -                              | -                              | -                              | Arménie   | 3         | 0         | 15    | 1     |
| 2012 - 2013 | Metalurh Donetsk | 1           | 8           | 0           | 1                     | 0                     | C3                             | 3                              | 0                              | Arménie   | 5         | 0         | 17    | 0     |
| 2013        | Pyunik Erevan    | 1           | 10          | 0           | 5                     | 0                     | -                              | -                              | -                              | Arménie   | 1         | 0         | 16    | 0     |
| 2013-2014   | Banants Erevan   | 1           | 13          | 1           | 2                     | 0                     | -                              | -                              | -                              | -         | -         | -         | 15    | 1     |
| 2014        | Zalgiris Vilnius | 1           | 11          | 0           | 2                     | 0                     | -                              | -                              | -                              | Arménie   | 1         | 0         | 14    | 0     |